# ノーチラス (調査船)
ノーチラス（英: EV Nautilus）はタイタニックやドイツの戦艦ビスマルクを発見したことで知られるロバート・バラード率いるオーシャン・エクスプロレーション・トラストが所有する調査船で、カリフォルニア州サンペドロにあるアルタシー施設を母港としている。

## 船歴

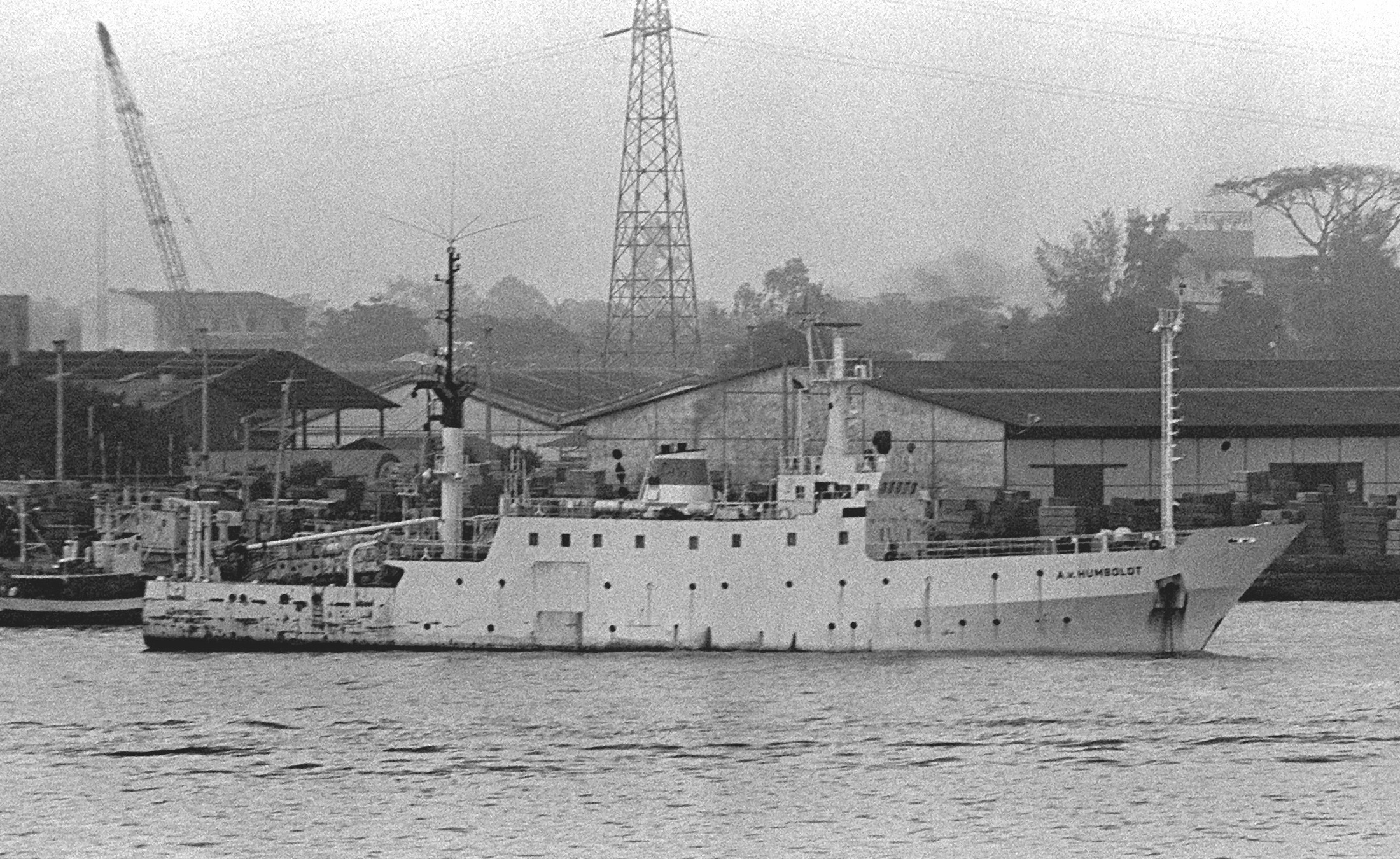
東ドイツ時代のA・v・フンボルト。

1967年に漁船として進水した船体を地球物理学調査船として就役。1970年、海洋調査船へ改装後、2004年までA・v・フンボルト（FS A.v.Hunboldt）としてライプニッツバルト海研究所の元で運用されていた。2008年にオーシャン・エクスプロレーション・トラストへ引き渡された後ジュール・ヴェルヌ『海底二万里』にちなんで船名を「ノーチラス」に改名、2009年から探査を開始。2021年にはクレーンや船室、管制室等を部分的に改装したため全長が64mから68mまで延長されている。

## 装備
主な搭載機器は遠隔操作型無人探査機（ROV）のヘラクレスとリトル・ヘラクレスと深海曳航システムのアルゴスとアタランタである通常、ROVと深海曳航システムが一対となり展開される。。

### ヘラクレス

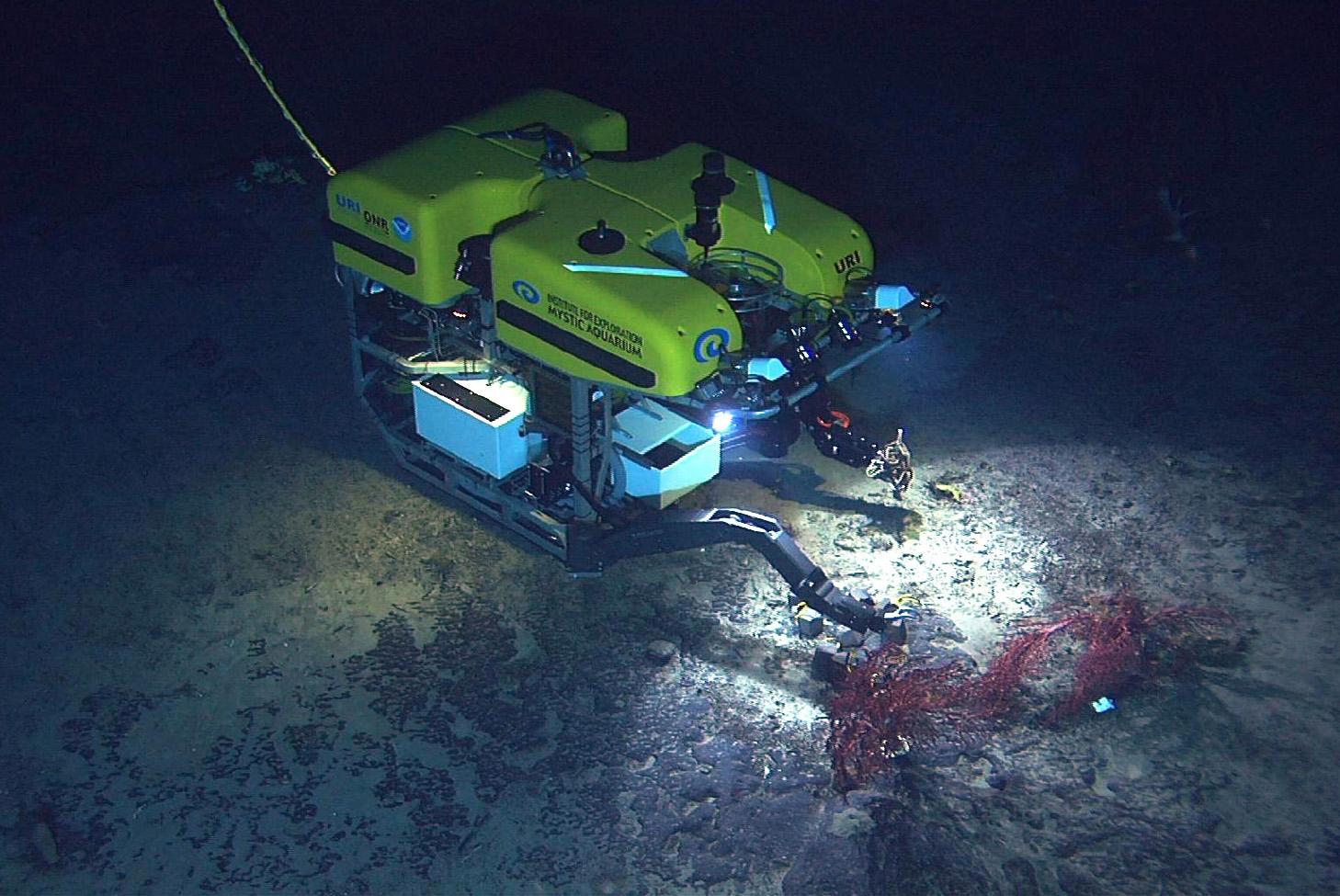
ヘラクレス

ヘラクレス（Hercules）は深海調査における主要なROV。最大潜行深度は4,000メートル (13,000 ft)で、カメラ、照明、計器、マニピュレータやサンプラーによって構成されている。カメラは6つのSDカメラにより増強された高画質体系を成しており、機体前方には合計6,0000ルーメンを超える4つの照明と小さな白熱灯で作業エリアを照らしている。また、CTD、酸素プローブ、2つの走査ソナー、1.2MHz マルチビームソナー、高画質ステレオ静止カメラを搭載している他、マニピュレータはアームがフォース・フィードバック機能を兼ね備えており、それをサンプル収集のための7つのマニピュレータが補完している。
その他吸引式サンプラーや収容ボックス、堆積物コアリング採集機や、多種多様な科学用途のための研究用具が装備されている。ヘラクレスは、USBL方式水中測位を併用することにより、センチメートル単位の移動操作を行う。

### アルゴス
アルゴス（Argus）は深海曳航システムで、水深6,000メートル (20,000 ft)までの航行が可能。通常時はヘラクレスの上部に留まり周囲の状況を観測しているが自立した曳航体としても機能する。機体は放送品質のHDカメラ、SDカメラ、それぞれ100,000ルーメンを出力可能な1,200ワットアーク灯2機の他、広範囲の計測が可能な深度センサー、高度計、CTD、サブボトムプロファイラ、走査ソナー、サイドスキャンソナーを搭載している。また、アルゴスは2馬力の電気スラスタを使用して横移動や調整を行う。

### ディアナ
ディアナ（Diana）はノーチラス船上に装備されているサイドスキャンソナーの1つ。300kHzと600kHzの2つの周波数にて両端約200メートルが探査可能なトーフィッシュで、海底のマッピングやヘラクレス、アルゴスの探査する対象の断定に使われている。本来は水深6,600メートル (21,700 ft)まで曳航することができるがケーブルの長さにより600メートル (2,000 ft)に制限されている。しかし、ディアナの変換器はアルゴスの機体にも取り付けられるためこれにより水深2,000メートル (6,600 ft)まで曳航することが可能。

### エコー
エコー（Echo）は5つのチャンネルを持つ深海曳航体サイドスキャンソナーで、最大潜行深度は3,000メートル (9,800 ft)。100kHzと400kHzの2つの周波数で散布幅1,000メートル (3,300 ft)をカバーしており、2-7kHzのサブボトムプロファイラにより海底表面の特徴の断定を可能としている。

## テレプレゼンス技術
ノーチラスは、船内と船外間のインターネット通信にVSATシステムを採用している。
船の位置や衛星の使用状況にも左右されるが、最大アップリンク速度は毎秒46 Mbitで通信ができる。
船から発信された信号は対地同期軌道衛星を介して、メイン州アンドーバーにある地上基地局へ送られ、ロードアイランド大学の海洋学大学院内部のインナー・スペースセンター（ISC）でインターネットを通じて全世界に配信される。探査中、ノーチラスは放送品質の映像の他、関連している内部通話音声をリアルタイムで中継することが可能。

## Live production studio
ノーチラスには、ライブインタラクションやアウトリーチ・プログラムのためのスタジオが設置されており、教育者や科学者が提携している世界中の学校や文化施設との相互交流を実施している。
陸地を拠点にしている施設とは、インターフォンもしくは船上のインターフォンシステムに備え付けられた電話番号を介して連絡が可能。

## 調査結果
- 2012年8月 地中海東部のエラトステネス海山（英語版）に沈没していた古代の沈没船"エラストテネスC"を発見した[14]。
- 2016年8月 カリフォルニア州ロサンゼルス南方沖の排他的経済水域内部の探査を行った。[15][16]。
- 2016年9月 カリフォルニア州ファラロン諸島（英語版）沖に沈んでいるインディペンデンスを調査した[17]。
- 2018年9月 パパハナウモクアケア海洋国家遺産区域内の海山のマッピング及び生態調査を行った[18]。
- 2019年10月 モントレー湾国立海洋保護区（英語版）域内、ダビッドソン海山探査・生態調査を行った[19][20]。
- 2023年9月 ミッドウェー沖、パパハナウモクアケア海洋国家遺産区域内に沈没している航空母艦赤城と加賀を調査・撮影した[21][22]。
- 2025年7月11日 ガダルカナル島沖で沈没している駆逐艦照月を発見した。[23][24]